# 2020 en science
| Années de la science : 2017 - 2018 - 2019 - 2020 - 2021 - 2022 - 2023    |
| Décennies de la science : 1990 - 2000 - 2010 - 2020 - 2030 - 2040 - 2050 |

Cette page concerne les avancées et évènements scientifiques de l'année 2020.

## Évènements

### Février
- 11 février : découverte de l'île Sif par les chercheurs à bord du brise-glace scientifique RV Nathaniel B. Palmer.
- 15 février : découverte de 2020 CD3 (dévoilée le 25 février), un astéroïde happé par la gravité de la Terre, le transformant en satellite naturel temporaire de la Terre.
- 19 février :
  - une équipe de chercheurs de l'université du Texas à Austin et des National Institutes of Health dirigée par Jason McLellan publie dans Science la carte en 3D de la structure moléculaire de SARS-CoV-2 (le coronavirus responsable de la pandémie de Covid-19), obtenue par cryo-microscopie électronique, ce qui devrait faciliter l'invention de vaccins et de médicaments antiviraux[1] ;
  - publication d'un article du professeur Michaël Grynberg dans la revue Annals of Oncology, qui révèle la naissance, en juillet 2019 à l'Hôpital Antoine-Béclère à Clamart en France, d'un enfant d'une femme de 34 ans qui ne parvenait pas à être enceinte à cause d'un traitement contre le cancer du sein, ce qui a été permis grâce à une technique de prélèvement puis de vitrification d'ovocytes immatures avant le début du traitement, suivi par une maturation in vitro et une insémination in vitro, puis une implantation de l'ovule après la fin du traitement contre le cancer, ce qui constitue une première mondiale à la fois dans les domaines de la médecine de la reproduction et de l'oncologie (la technique actuelle se faisant surtout sur des ovocytes matures et non-vitrifiés)[2].

### Mars
- 10 mars : la guérison du « Patient de Londres » est confirmée, deuxième cas mondial de guérison d'un patient atteint du VIH[3].
- 11 mars :
  - un article de la paléontologue Jingmai O'Connor de l'Institut de paléontologie des vertébrés et de paléoanthropologie de Pékin, publié dans Nature annonce l'identification d'Oculudentavis khaungraae, à partir d'un crâne de celui-ci découvert en Birmanie conservé dans de l'ambre depuis 99 millions d'années, contenant encore des tissus mous. Il s'agit d'un dinosaure avien dont la taille est estimée être comparable avec celui du colibri des abeilles, le plus petit oiseau actuel connu (le crâne retrouvé ne mesurant que 7 mm), ce qui en ferait le plus petit dinosaure connu du Mésozoïque[4] ;
  - Une dissymétrie du spectre d'absorbance entre les deux limbes de l'exoplanète WASP-76 b indique qu'il pleut du fer sur son hémisphère nocturne[5].
- 31 mars : annonce par une équipe des chercheurs australiens des universités de Brisbane et Queensland dans la revue Frontiers in Oncology de la détection d'un cancer des voies aérodigestives supérieures causé par un papillomavirus grâce à un test salivaire, alors qu'il était encore asymptomatique et que la tumeur ne mesurait que 2mm et était invisible à l’œil nu, première fois qu'un cancer est détecté grâce à un test salivaire[6],[7] — le patient était considéré comme guéri en juin 2020 car la détection très précoce a permis de retirer la tumeur grâce à une simple ablation des amygdales[7].

### Avril
- 16 avril : la précession de Schwarzschild de l'étoile S2 autour du trou noir super massif situé au centre de la voie lactée (source Sagittarius A*) a été mesurée par le collectif du spectromètre Gravity et correspond parfaitement avec la théorie de la relativité générale[8],[9].
- 29 avril : publication dans Astronomy & Astrophysics d'un article annonçant que le Très Grand Télescope est parvenu à observer en mars des traces de la naissance en cours d'une exoplanète autour de l'étoile AB Aurigae[10],[11].
- Fin avril : en pleine pandémie de Covid-19, des « cas pédiatriques de myocardite avec défaillance circulatoire et une recrudescence de cas de maladie de Kawasaki atypiques sans défaillance cardiaque » se caractérisant par « un syndrome d’activation macrophagique dans un contexte d’orage cytokinique avec parfois fièvre prolongée »[12] (bien que faibles en nombre absolu) dans plusieurs pays amènent les chercheurs à s'interroger sur un éventuel lien entre la Covid-19 et cette maladie, ou de manière plus générale sur une potentielle cause infectieuse.

### Mai
- 11 mai : publication dans Nature des résultats du test ADN et de la datation au carbone 14 d'une dent humaine retrouvée sur le site de Bacho Kiro en Bulgarie (pourtant site paléontologique de la culture du Châtelperronien associée aux hommes de Néandertal), qui s'avère être une dent d'Homo sapiens vieille de 45 000 ans, ce qui fait remonter de 5 000 ans supplémentaires la date d'arrivée présumée d’Homo sapiens en Europe[13],[14],[15].

### Juin
- 3 juin : annonce dans Nature de la découverte au Mexique du plus ancien site attribué aux Mayas, daté d'entre 1 000 et 800 ans av. J.-C., proche de la frontière avec le Guatemala, télédétecté au laser dans la jungle grâce à un lidar embarqué dans un avion, le site est nommé « complexe d'Aguada Fénix »[16],[17].
- 9 juin : publication dans Antiquity de la carte de la ville romaine disparue de Falerii Novi, dans le Latium à une cinquantaine de kilomètres de Rome, entièrement cartographiée par une équipe des universités de Cambridge et de Gand avec un radar à pénétration de sol (GPR), qui révèle que cette ville était beaucoup moins structurée que les cités romaines de la même époque[18] ; il s'agit de la première fois qu'une ville entière est cartographiée avec cette technique, ce qui ouvre de nouvelles possibilités pour découvrir la structure d'autres villes antiques, comme celles de Milet (en Turquie) ou de Cyrène (en Libye)[19].
- 10 juin : publication de la description et de la datation par le CNRS et l'université de Bordeaux d'une sculpture en os brûlé représentant un oiseau, retrouvée sur le site de Lingjing (province du Henan en Chine), désormais datée d'entre 13 000 et 13 800 ans, ce qui fait reculer de 8 500 ans l'origine de la sculpture et des représentations d’animaux en Asie de l’Est et en fait la plus ancienne œuvre d'art chinoise connue[20].
- 17 juin : l'orbiteur Trace Gas Orbiter détecte une lueur verte permanente dans l'atmosphère de Mars, y démontrant l'émission d'oxygène « vert », phénomène jusque-là observé uniquement dans l'atmosphère terrestre[21].
- 22 juin : une équipe de chercheurs chinois annonce dans Science avoir découvert, dans le sang de dix patients qui ont guéri de la Covid-19, l'anticorps 4A8 efficace contre le coronavirus SARS-CoV-2, qui neutralise ce coronavirus en empêchant sa protéine Spike de fonctionner, alors que cette protéine est indispensable au virus pour infecter des cellules[22].
- 29 juin : publication dans Scientific Reports de l'annonce par une équipe internationale dirigée par Boris Chauvire (laboratoire ISTerre de l'université Grenoble-Alpes) de la découverte d'un insecte de la super-famille des Cicadoidea conservé en parfait état dans une opale découverte à Genteng en Indonésie, c'est la première fois qu'un animal entier est retrouvé dans de l'opale[23].

### Juillet
- 2 juillet : mise en évidence qu'une variante plus infectieuse du SRAS-CoV-2, caractérisée par la protéine de pointe D614G (en remplacement de la D614), est devenue la forme dominante dans la pandémie de Covid-19[24],[25].
- 20 juillet :
  - la sonde émirati Al-Amal (L'Espoir) est tirée à bord du lanceur japonais H-IIA depuis la Base de lancement de Tanegashima pour aller orbiter autour de Mars en février 2021 (pour les cinquante ans de l'unification des Émirats Arabes Unis) afin de la cartographier et étudier son atmosphère[26] ; il s'agit à la fois de la première d'une vague de missions non-habitées envoyée vers Mars par plusieurs pays en 2020-2021[26], et de la première mission spatiale menée par un pays arabe vers Mars[27] ;
  - publication de la plus grande carte de l'Univers en 3D[28],[29] ;
  - publication d'une étude menée par le service de pédiatrie générale de l'hôpital Robert Debré à Paris qui relève que ses admissions de cas de Maladie de Kawasaki ont augmenté de +497 % en avril 2020 deux semaines après le pic de la pandémie de Covid-19 en France, puis se sont effondrées durant le confinement, montrant une corrélation entre cette affection et le coronavirus SARS-CoV-2 qui était le seul agent infectieux circulant à grande échelle en France à cette période[30] ; cette forme de la maladie est nommée Kawa-Covid-19[30].

### Août
- 14 août : publication dans Science de la datation d'une litière faîte d'un tapis de cendres et de plantes, découverte dans la grotte Border Cave (Afrique du Sud), estimée à environ 200 000 ans, ce qui en fait la plus vieille couche construite de la main de l'homme connue[31],[32].

### Septembre
- 2 septembre : publications dans Physical Review Letters et Astrophysical Journal Letters de deux études qui analysent l'onde gravitationnelle GW190521 — détectée par le Laser Interferometer Gravitational-Wave Observatory et Virgo le 21 mai 2019 — qui démontrent qu'elle a été émise par un trou noir de 142 masses solaires, le premier trou noir intermédiaire connu[33].

### Octobre
- 5 octobre : le prix Nobel de physiologie ou médecine est attribué à Harvey J. Alter, Michael Houghton et Charles M. Rice pour leur découverte du virus de l'hépatite C.
- 15 octobre : publication de la découverte du premier matériau supraconducteur à température ambiante (15 °C, mais à des conditions de pression extrêmes).
- 27 octobre : la NASA annonce que le cyclopropénylidène a été détecté dans l'atmosphère de Titan par le Grand réseau d'antennes millimétrique/submillimétrique de l'Atacama (ALMA). C'est la première détection de cette molécule dans l'espace en dehors d'un nuage moléculaire[34].

### Novembre
- 10 novembre : une expérience menée en micro-gravité dans la Station spatiale internationale montre qu'il serait possible de produire des terres rares sur Mars grâce à des bactéries minant la roche (biominage)[35]
- 11 novembre : une éruption datée dans une fourchette allant de 53 000 à 210 000 ans a été identifiée dans la région d'Elysium Planetia sur Mars, suggérant que cette planète serait toujours volcaniquement active[36].

### Décembre
- 16 décembre : premier traitement européen d'un adénocarcinome du pancréas par abord endovasculaire à l'hôpital de Jolimont en Belgique[37].

## Prix
- Prix Nobel
  - Prix Nobel de physiologie ou médecine : Michael Houghton, Harvey J. Alter et Charles M. Rice
  - Prix Nobel de physique : Roger Penrose, Reinhard Genzel et Andrea Ghez
  - Prix Nobel de chimie : Emmanuelle Charpentier et Jennifer Doudna
- Prix Lasker
  - Prix Albert-Lasker pour la recherche médicale fondamentale : non attribué en raison de la pandémie de Covid-19[38]
  - Prix Albert-Lasker pour la recherche médicale clinique : non attribué en raison de la pandémie de Covid-19[38]

- Médailles de la Royal Society
  - Médaille Buchanan : Douglass Turnbull (en)
  - Médaille Copley : Alan Fersht
  - Médaille Darwin : Robert A. Martienssen
  - Médaille Davy : Ben G. Davis
  - Médaille Gabor : David Ian Stuart (en)
  - Médaille Hughes : Clare Grey
  - Médaille royale : Herbert Huppert, Caroline Dean et Ian Shanks
  - Médaille Rumford : Patrick Gill
  - Médaille Sylvester : Bryan John Birch

- Médailles de la Geological Society of London
  - Médaille Lyell : Rachel Wood
  - Médaille Murchison : Katharine Cashman
  - Médaille Wollaston : Barbara Romanowicz

- Prix Abel en mathématiques : Hillel Furstenberg et Gregori Margulis
- Prix Jules-Janssen (astronomie) : Ewine van Dishoeck
- Prix Turing en informatique : Alfred Aho et Jeffrey Ullman
- Médaille Bruce (astronomie) : non attribué en raison de la pandémie de Covid-19[39]
- Médaille linnéenne : Juliet Brodie (d) et Ben Sheldon

- Médaille d'or du CNRS : Françoise Combes
- Grand Prix de l'Inserm : Dominique Costagliola

- Challenge Discovery 3M du jeune scientifique : Anika Chebrolu

## Décès
- 9 janvier : Robert Molimard (né en 1927), médecin français, pionnier de la recherche en tabacologie en France.
- 10 janvier :
  - André Capron (né en 1930), immunologiste et parasitologue français.
  - Serge Stoléru (né en 1952), médecin et  psychiatre français.
- 16 janvier : Leonard Shengold (né en 1925), psychiatre et psychanalyste américain.
- 23 janvier : Clayton M. Christensen (né en 1952), économiste américain.
- 25 janvier : Liang Wudong (né en 1959), médecin chinois et premier médecin emporté par la maladie à coronavirus 2019 et future pandémie de Covid-19.
- en janvier : Homero Gómez González (né en 1969), militant écologiste mexicain.
- 4 février : Donatien Mavoungou (né en 1947), médecin, professeur et chercheur gabonais.
- 5 février : Yves Pouliquen (né en 1931), essayiste et ophtalmologue français, spécialiste des maladies de la cornée.
- 7 février : Li Wenliang (né en 1986), ophtalmologue hospitalier et lanceur d'alerte chinois.
- 11 février :
  - George Coyne (né en 1933), prêtre jésuite et astronome américain.
  - Louis-Edmond Hamelin (né en 1923), écrivain, professeur, linguiste et géographe québécois.
- 14 février : Robert Galisson (né en 1932), linguiste français.
- 16 février : Larry Tesler (né en 1945), informaticien américain spécialiste des interactions homme-machine.
- 18 février :
  - José Bonaparte (né en 1928), paléontologue argentin.
- 19 février : Heather Couper (née en 1949), astronome britannique.
- 21 février : Yona Friedman (né en 1923), architecte et sociologue français d'origine hongroise.
- 24 février : Katherine Johnson (née en 1918), physicienne, mathématicienne et ingénieure spatiale américaine.
- 25 février : Mario Bunge (né en 1919), physicien et philosophe argentin.

- 4 mars : Jacques Leibowitch (né en 1942), médecin français reconnu pour ses contributions à la connaissance du VIH, du SIDA, et de son traitement.
- 17 mars : Stephen Schwartz (né en 1942), pathologiste américain.
- 18 mars : Catherine Hamlin (née en 1924), obstétricienne et gynécologue australienne.
- 19 mars : Antonio Michele Stanca (né en 1942), généticien italien.
- 24 mars : John F. Murray (né en 1927), pneumologue américain surtout connu pour ses travaux sur le syndrome de détresse respiratoire aiguë (SDRA).
- 28 mars : 
  - William B. Helmreich (né en 1945), sociologue américain.
  - Michel Tibon-Cornillot (né en 1936), philosophe et anthropologue français.
- 31 mars : Gita Ramjee (née en 1956), scientifique et chercheuse sud-africaine ougandaise en matière de prévention du VIH.

- 2 avril :
  - William Frankland (né en 1912), immunologiste britannique.
  - Arthur Whistler (né en 1944), ethnobotaniste américain.
- 3 avril : Tim Robinson (en) (né en 1935), cartographe britannique.
- 4 avril : 
  - Xavier Dor (né en 1929), embryologiste français.
  - Agop Terzan (né en 1927), astronome français.
- 5 avril : Agop Terzan (né en 1927), astronome français.
- 6 avril :
  - Claude Le Pen (né en 1948), économiste français.
  - Mark Steiner (né en 1942), philosophe israélien spécialiste en philosophie des mathématiques et philosophie de la physique.
- 8 avril : Norman I. Platnick (né en 1951), arachnologiste américain.
- 13 avril : Thomas H. Kunz (né vers 1938), mammalogiste américain.
- 17 avril : Jesús Vaquero (en) (né en 1950), neurochirurgien espagnol.
- 21 avril : 
  - Donald Kennedy (né en 1931), scientifique, universitaire et administrateur américain.
- 24 avril : Burton Rose (né en 1942), néphrologue américain.
- 27 avril : Sarah Milledge Nelson (née en 1931), archéologue et anthropologue américaine.
- 28 avril : Robert May (né en 1938), scientifique, professeur et chercheur d'origine australienne.
- 30 avril : Sylvie Vincent (née en 1941), anthropologue et ethnologue québécoise.
- 21 mai : Oliver Williamson (né en 1932), économiste américain co-lauréat du prix de la Banque de Suède en sciences économiques en mémoire d'Alfred Nobel 2009.